# Ordinalzeichen
Ordinalzeichen sind hochgestellte Buchstaben, die in verschiedenen Sprachen an Ziffernfolgen angehängt werden, um Ordinalzahlen zu kennzeichnen. Beispiele sind 1st, 2nd, 3rd, 4th usw. im Englischen.

## Ordinal-a und Ordinal-o – ª und º

Ordinalzeichen in Schriftart Palatino

Die Zeichen ª (Ordinal-a, Unicode: U+00AA feminine ordinal indicator) und º (Ordinal-o, U+00BA masculine ordinal indicator) werden in mehreren romanischen Sprachen verwendet, um das grammatische Geschlecht von Ordnungszahlen anzuzeigen.
Man schreibt also 1º (primero), um anzuzeigen, dass es sich bei dem betreffenden Zahlwort z. B. um das maskuline Zahlwort „der Erste“ handelt, analog 1ª (primera), wenn es sich um das feminine Pendant „die Erste“ handelt.
Zudem wird ª in Spanien auch in Abkürzungen wie Gª für García und Mª für María gebraucht. º tritt in der Abkürzung Vº Bº (visto bueno, Genehmigungsvermerk) auf.
In einigen Schriftarten sind die Zeichen unterstrichen als eine Unterscheidung zum Gradzeichen.

### Darstellung auf Computersystemen
- In LaTeX kann das Ordinalzeichen ª mit \textordfeminine und das Ordinalzeichen º mit \textordmasculine eingefügt werden.
- Unter Windows kann ª mit Alt+0170 und º mit Alt+0186 erzeugt werden.
- Unter Mac OS X kann ª mit ⌥+h und º mit ⌥+j erzeugt werden (bei deutscher Tastaturbelegung).

### Liste ähnlicher Zeichen
- ᵃ (U+1D43 modifier letter small a, hochgestelltes „a“)
- ᵒ (U+1D52 modifier letter small o, hochgestelltes „o“)
- ᴼ (U+1D3C modifier letter capital o, hochgestelltes versales „O“)
- ° (U+00B0 degree sign, Gradzeichen)
- ˚ (U+02DA ring above, freistehender Ringakzent)